# 克里斯·赫德
基斯·靴特（英語：Christopher "Chris" Herd，1989年4月4日—）是一位澳大利亞職業足球員，可擔任中後場多個位置，如中場、中堅、右閘等，現效力马来西亚超级足球联赛球隊登嘉楼。

## 職業生涯
10/11球季，靴特首度被提升上一隊。2010年11月13日，阿士東維拉對曼聯的聯賽，靴特後備上陣，是效力維拉以來首次在英超聯賽中亮相。其後，靴特在11月21日作客布力般流浪的聯賽及11月27日主場迎戰阿仙奴的聯賽均獲得後備上陣機會。2011年1月，靴特與阿士東維拉續約至2014年。

## 榮譽

### 國際賽
澳洲隊
- 亞足聯亞洲盃 冠軍：2015年